# Diósi András Péter
Diósi András Péter (Barátos, 1921. szeptember 10. – Köln, 2009. november 12.) a vírusmegbetegedések kutatóorvosa.

## Életpályája
Középiskoláit Nagyváradon végezte, orvosi diplomát a marosvásárhelyi OGYI-ban szerzett (1949). Radnóton, Gógánváralján, Segesvárt, Brassóban töltött be orvosi tisztségeket, 1961-től a temesvári Orvosi Kutatóközpont munkatársa; az orvostudományok doktora (1967).
Fő kutatási területe a vírusmegbetegedések kór- és járványtana, vírusdiagnosztika, a cytomegáliás zárványtest-betegség kórtana. Közel 100 szakmai tanulmánya jelent meg hazai és külföldi szaklapokban (Viața Medicală, Microbiologie, Pediatria, Orvosi Hírlap, Nature), kutatásainak eredményeit a J. B. Hanshaw gondozásában megjelent tanulmánykötet (Contributions to the understanding of cytomegalovirus disease. Medical Examination Publishing Company, New York, 1972) külön fejezeteként publikálta.